# Władcy Nortumbrii
Królestwo Nortumbrii powstało na skutek scalenia w jedno dwóch anglosaskich królestw: Bernicji i Deiry, oraz przez wchłonięcie kilku małych państw celtyckich. Najcenniejszym źródłem informacji o Nortumbrii i starciach rywalizujących dynastii na jej tronie jest dzieło Bedy Czcigodnego Historia ecclesiastica gentis Anglorum.
Pierwszym władcą, który zasiadał na tronach obu królestw był Etelfryd z Bernicji, który w 604 roku najechał na Deirę, zabił jej władcę, Etelryka i połączył oba królestwa unią. Jednak jego następcy nie zdołali dokonać trwałego zjednoczenia: zdarzały się okresy całkowitej odrębności, a w późniejszym okresie potężniejsi władcy Bernicji sprowadzili Deirę do roli królestwa zależnego. Szczególną determinację w dążeniu do połączenia wykazywał Oswiu, jednak nigdy nie został zaakceptowany przez mieszkańców Deiry, pamiętających mu zamordowanie ich władcy Oswine.
Za rzeczywisty początek Nortumbrii należałoby uznać okres panowania syna Oswiu, Egfryta, gdyż nigdy później królestwa Bernicji i Deiry nie miały osobnych władców.
Bogata historia Nortumbrii zakończyła się dramatycznie w dniu Wszystkich Świętych 866 roku, kiedy to w wielkiej bitwie w mieście York, podczas kolejnego najazdu wikingów, zginęło dwóch rywalizujących ze sobą w owym czasie władców nortumbryjskich: Ella i Osbert. Po tej bitwie tereny dawnej Deiry przeszły w ręce najeźdźców, a w dawnej Bernicji, zwanej Królestwem Yorku, pozostawiono lokalnych władców, którzy aż do Aldreda, posiadali tytuł królów. Byli jednak formalnie zależni, a w późniejszym okresie "zdegradowani" do tytułu earldormanów z Bamburgh.
Wykazy władców Nortumbrii, w zależności od źródła, zawierają niewielkie różnice. Również podane daty panowania, szczególnie w okresie początkowym, należy traktować jako przybliżone.

## Królowie Bernicji
| Przybliżone daty panowania | Władca     | Oryginalne pisownia imienia      | Uwagi |
| -------------------------- | ---------- | -------------------------------- | --- |
| 500-520                    | Esa        | Esa                              | Wątpliwa historyczność jako króla |
| 520-547                    | Eoppa      | Eoppa                            | Wątpliwa historyczność jako króla |
| 547–559                    | Ida        | Ida                              | Pierwszy król Bernicji wg Historia Brittonum, syn Eoppa                                                                                |
| 559–560                    | Glappa     | Glappa                           | syn Idy (?) |
| 560–568                    | Adda       | Adda                             | syn Idy |
| 568–572                    | Ethelryk   | Æthelric, Æðelric, Æþelric       | syn Idy |
| 572–579                    | Teodoryk   | Theodric                         | syn Idy |
| 579–585                    | Frithuwald | Frithuwald                       | |
| 585–592                    | Hussa      | Hussa                            | |
| 604—616                    | Etelfryd   | Æthelfrith, Aedilfrid, Æðelfrið  | jako pierwszy połączył Bernicję i Deirę pod jednymi rządami                                                                            |
| 616–632                    | Edwin      | Edwine, Eadwine, Eduini, Eadwine | z dynastii deirskiej |
| 632–633                    | Eanfrith   |                                  | wymazany z kronik za apostazję |
| 634–641                    | Oswald     | Oswald                           | początek jego panowania uważany jest za początek istnienia Nortumbrii, choć potem kilkakrotnie Bernicja i Deira miały osobnych władców |

## Królowie Deiry
| Przybliżone daty panowania | Władca   | Oryginalne pisownia imienia      | Uwagi |
| -------------------------- | -------- | -------------------------------- | --- |
| 560–588                    | Ella     | Ælla, Aella, Ille                | |
| 589–604                    | Etelryk  | Æthelric, Aetelric               | |
| 604–616                    | Etelfryd | Æthelfrith, Aedilfrid, Æðelfrið  | z bernickiej dynastii; jako pierwszy połączył Bernicję i Deirę pod jednymi rządami                                                                     |
| 616–632                    | Edwin    | Edwine, Eadwine, Eduini, Eadwine | |
| 633–634                    | Osric    | Osric                            | |
| 634–641                    | Oswald   | Oswald                           | początek jego panowania uważany jest za narodziny nowego królestwa - Nortumbrii                                                                        |
| 641–644                    | Oswiu    | Oswy, Osuio, Osui, Oswius, Oswie | nie został zaakceptowany jako władca Deiry przez mieszkańców Deiry, mimo poślubienia córki Edwina, Achy                                                |
| 644–651                    | Oswin    | Osuini, Osuinus, Oswine          | zamordowany na zlecenie Oswiu |
| 651-670                    | Oswiu    | Oswy, Osuio, Osui, Oswius, Oswie | mimo sprawowania faktycznej władzy nad całą Nortumbrią, Oswiu zmuszony był kilkakrotnie nadawać Deirze częściową autonomię i wyznaczać osobnego władcę |
| 651–654/655                | Etelwald | Œthelwald, Oidilualdo, Oidiluald | zależny od Oswiu |
| 656–664                    | Alfrid   | Alchfrithus, Alchfrido, Ahlfrith | zależny od Oswiu |
| 670–679                    | Elfwine  | Ælfwine                          | zależny od Egfryta |

## Królowie Nortumbrii
| Przybliżone daty panowania | Władca        | Oryginalne pisownia imienia                      | Uwagi |
| -------------------------- | ------------- | ------------------------------------------------ | --- |
| 634-641                    | Oswald        | Oswald                                           | jego panowanie uważane jest za początek istnienia Nortumbrii                                                                                           |
| 654–670                    | Oswiu         | Oswy, Osuio, Osui, Oswius, Oswie                 | mimo sprawowania faktycznej władzy nad całą Nortumbrią, Oswiu zmuszony był kilkakrotnie nadawać Deirze częściową autonomię i wyznaczać osobnego władcę |
| 670–685                    | Egfryt        | Ecfrithus, Ecgfrið, Egfrid, Ecgfrith             | za jego rządów istnienie Nortumbrii stało się faktem, już nigdy Bernicja i Deira nie miały osobnych władców                                            |
| 685–704                    | Aldfrith      | Aldfrid, Aldfridus, Aldfrið, Flann Fina mac Ossu | |
| 704–705                    | Edwulf        | Eadwulf                                          | uzurpator |
| 705–716                    | Osred         | Osredi, Osrit, Osræd                             | |
| 716–718                    | Cenred        | Coenred, Coenredo, Coinred                       | |
| 718–729                    | Osric         |                                                  | |
| 729-737                    | Ceolwulf      | Ceolf, Ceoluulf, Ceolwulf wæs Cuþaing, Ciowulf   | na krótko usunięty z tronu w 731 roku |
| 737–758                    | Eadbert       | Eadberht, Eadbyrht                               | abdykował i wstąpił do klasztoru |
| 758–759                    | Oswulf        | Osulf, Osulfus, Osuulf, Osuulfus                 | zamordowany przez własnych dworzan |
| 759–765                    | Etelwald Moll | Æthelwald Moll, Aeðelwaldus, Æðelwald Moll       | zdetronizowany i zmuszony do wstąpienia do zakonu |
| 765–774                    | Alhred        | Alchred, Alcred, Aluchred                        | obalony i wygnany |
| 774–779                    | Etelred I     | Æthelred, Aeðelredus, Æðelred, Æþelred           | obalony i wygnany |
| 776–788                    | Elfwald I     | Alfwold, Aluuoldus, Alwold, Ælfwold, Ælfwald     | zamordowany przez ealdormana Sicgę |
| 789–790                    | Osred II      | Osræd, Osredus                                   | postrzyżony i wygnany |
| 790–796                    | Etelred I     | Æthelred, Aeðelredus, Æðelred, Æþelred           | ponownie na tronie |
| 796                        | Osbald        | Osbaldus                                         | panował jedynie przez 27 dni |
| 796–806                    | Eardwulf      |                                                  | |
| 806–808                    | Elfwald II    |                                                  | |
| 808–840                    | Eanred        | Andredo                                          | |
| 840–844                    | Etelred II    | Æthelred, Aethelred                              | |
| 844                        | Redwulf       | Raedwulf                                         | uzurpator |
| 844–848                    | Etelred II    | Æthelred, Aethelred                              | ponownie |
| 848-863                    | Osbert        | Osberht, Osbriht, Osbryht, Osbyrht, Osbyrhtus    | |
| 863-867                    | Ella          | Alle, Alli, Ælla, Ælle, Aelle                    | |
| 867                        | Osbert        | Osberht, Osbriht, Osbryht, Osbyrht, Osbyrhtus    | ponownie |

Osbert i Ella byli ostatnimi anglosaskimi samodzielnymi królami Nortumbrii. Obaj zostali zabici jednego dnia: 21 marca 867 roku, podczas bitwy o York. Później kraj został podzielony: dawna Deira przeszła w ręce zwycięskich Normanów, zaś w Bernicji pozostawili oni marionetkowych lokalnych władców, którzy do 895 roku posiadali tytuł króla Nortumbrii, a później a później króla Yorku i eldormana Yorku (od 927).

## Normańscy Królowie Yorku
| Okres panowania | Władca      | Uwagi |
| --------------- | ----------- | ----- |
| 867-872         | Ecgberht I  |       |
| 872-876         | Ricsige     |       |
| 876-878         | Ecgberht II |       |
| ??? -913        | Eadulf I    |       |
| 913-930         | Ealdred I   |       |
| 930-963         | Osulf       |       |
| 963-995         | Waltheof    |       |
| 995-1016        | Uchtred     |       |
| 1016-1019       | Eadulf II   |       |
| 1019-1038       | Ealdred II  |       |
| 1038-1041       | Eadulf III  |       |